# Den Atelier

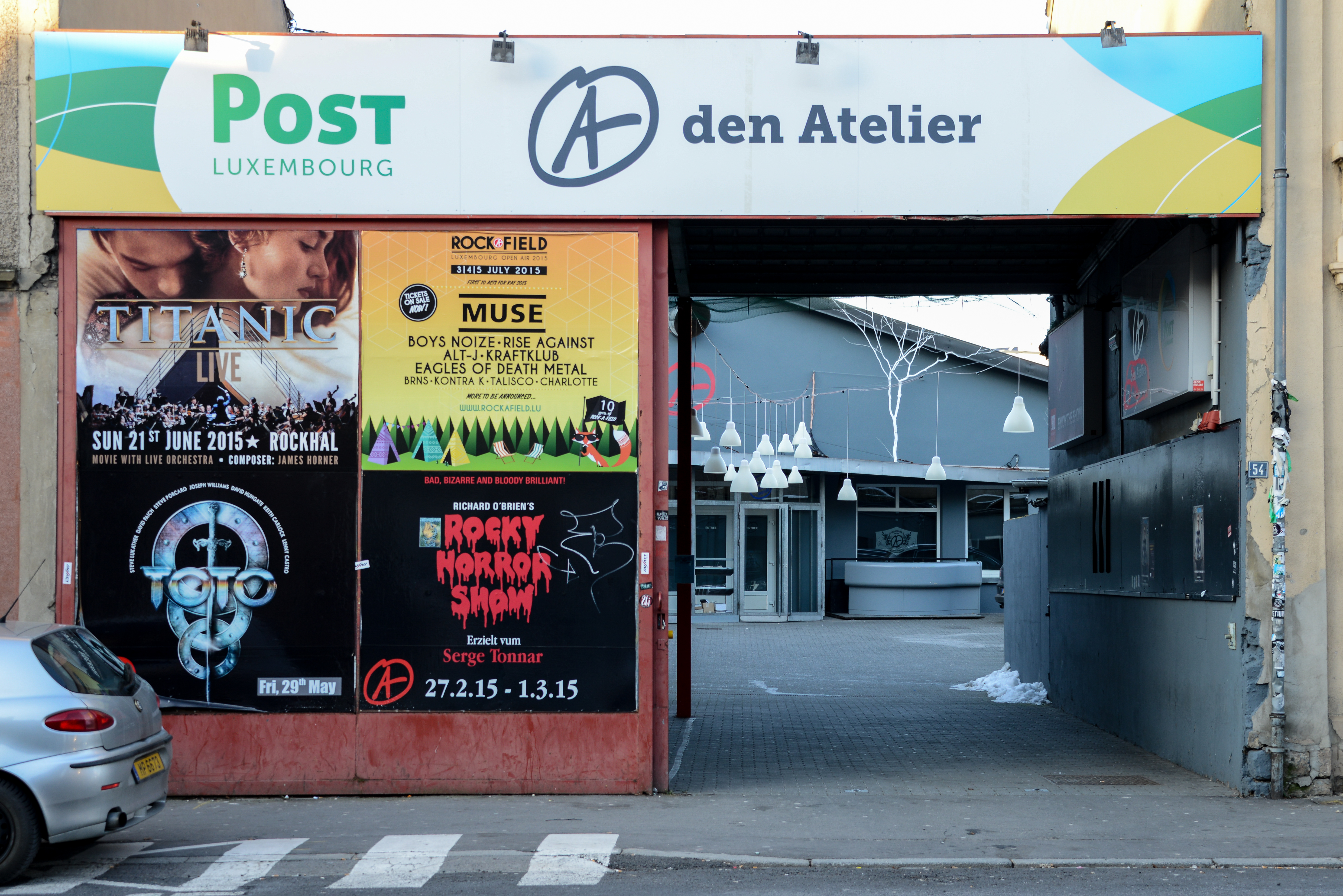
Den Atelier, 54, rue de Hollerich (Februar 2015)

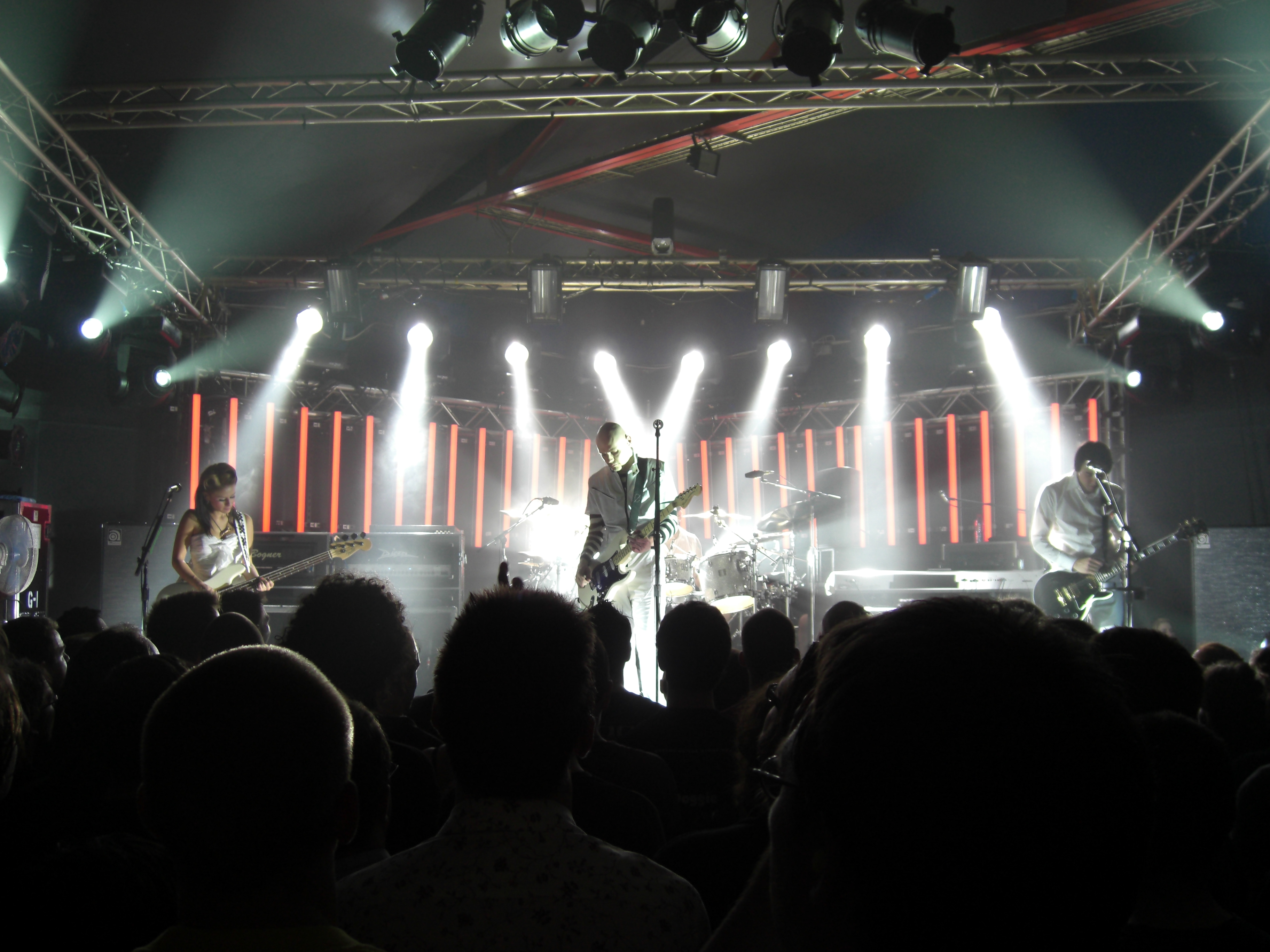
Die Smashing Pumpkins am 24. Mai 2007 im „Atelier“ in Luxemburg

Den Atelier ist ein Nachtclub in Luxemburg-Stadt, der für zahlreiche Rockkonzerte internationaler Bands bekannt ist.

## Geschichte
Die Idee für einen Nachtclub entstand Anfang der 1990er aus der Not heraus: Es gab in der Stadt Luxemburg keinen Ort für Live-Auftritte internationaler Bands und so traten sie nur selten in Luxemburg auf. Die Gründer erwarben eine ehemalige Renault-Autowerkstatt im Stadtteil Hollerich, die dem Club auch ihren Namen verlieh: den Atelier (die Werkstatt).
Der Club wurde am 23. Oktober 1995 eröffnet. Am 1. November 1995 gab Jimmy Somerville das erste Live-Konzert. Heute ist den Atelier einer der bedeutendsten Veranstaltungsorte für Rockkonzerte der gesamten Großregion.

## Verschiedenes
Der Schwerpunkt des Atelier ist die Veranstaltung von Rock-, Alternative- und Indie-Konzerten. Durch die geringe Größe des Konzertsaals (Plätze für nur etwa 1000 Personen) haben die Konzerte eine ganz besondere Stimmung. 
Größere Konzerte organisiert das Atelier in der Rockhal in Esch/Alzette, wo Platz für bis zu 10.000 Zuschauer ist. 
Außerdem organisiert das Atelier seit 2006 jährlich das Rock-A-Field Festival in Roeser im Süden Luxemburgs, bis 2011 ein eintägiges Festival mit bisher maximal 18.000 Zuschauern. 2012 und 2013 fand das Festival zweitägig statt, seit 2014 dreitägig. Die Headliner waren 2006 Placebo, 2007 The Killers und Queens of the Stone Age, 2008 UNKLE, 2009 Kings of Leon, 2010 The Prodigy und 2011 Arcade Fire. Seit 2008 spielen die Bands abwechselnd auf zwei verschiedenen Bühnen. Dieses ermöglichte vielen lokalen Bands, auf dem Rock-A-Field Bekanntschaft zu erlangen.
Das Atelier kann auch gemietet werden. Verschiedene Studentenvereinigungen veranstalten im Atelier regelmäßig Partys.

### Kollaboration mit Luxair
Zu seinem 30-jährigen Jubiläum 2025 ging der Club eine Kollaboration mit der luxemburgischen Fluggesellschaft Luxair ein. In diesem Zuge erhielt ein Flugzeug des Typs De Havilland Canada Dash 8-400 der Fluggesellschaft eine Sonderbemalung, die für den Club wirbt und vom französischen Künstler Loïc Lusnia im Pop-Art Stil gestaltet wurde. Das Flugzeug soll von April 2025 an für 18 Monate mit dieser Sonderbemalung unterwegs sein.